# Heather Wilson
Heather Ann Wilson, född 30 december 1960 i Keene, New Hampshire, är en amerikansk universitetsrektor, tidigare republikansk politiker och ämbetsman. 
Hon representerade delstaten New Mexicos första distrikt i USA:s representanthus från 1998 till 2009. I Donald Trumps administration var hon USA:s flygvapenminister från 16 maj 2017 och fram till 31 maj 2019.

## Biografi
Både hennes far och farfar var piloter och hon ämnade som ung att följa i deras fotspår.
Wilson erhöll bachelorexamen och officersfullmakt vid United States Air Force Academy och gick ut som kursetta 1982 i den tredje avgångsklassen med kvinnliga kadetter. Wilson tjänstgjorde som officer i USA:s flygvapen från 1982 till 1989 med kapten som slutgrad. Som Rhodesstipendiat avlade hon både master- (1984) och doktorsexamen (1985) i internationella relationer på Jesus College vid Oxfords universitet. Wilson tjänstgjorde från 1987 till 1989 vid USA:s Natorepresentation i Bryssel, följt av tjänstgöring vid nationella säkerhetsrådets stab i Vita huset från 1989 fram till 1991.
1991 gifte hon sig med juristen Jay Hone, flyttade till New Mexico och bildade familj med tre barn.
Kongressledamoten Steven Schiff avled 1998 i ämbetet. Wilson vann fyllnadsvalet för att efterträda Schiff i representanthuset och kom i efterföljande val att omväljas fem gånger. Hon blev 1998 den första kvinnan som tjänstgjort i USA:s väpnade styrkor att väljas som kongressledamot.
Wilson förlorade mot Steve Pearce i republikanernas primärval inför senatsvalet 2008. Pearce förlorade sedan själva senatsvalet mot Tom Udall.
Mellan 2013 och 2017 var hon rektor för South Dakota School of Mines and Technology. Hon utsågs 2017 till flygvapenminister i Donald Trumps administration och var i den befattningen i två år. Som flygvapenminister var hon ansvarig för flygvapendepartementets budget på över 130 miljarder amerikanska dollar. Wilson efterträddes som flygvapenminister av Barbara M. Barrett.
Sedan 15 augusti 2019 är hon universitetspresident för University of Texas at El Paso. Hon är från 2020 medlem i styrelsen för National Science Board (NSB), för en period på sex år, till och med 10 maj 2026.

## Galleri

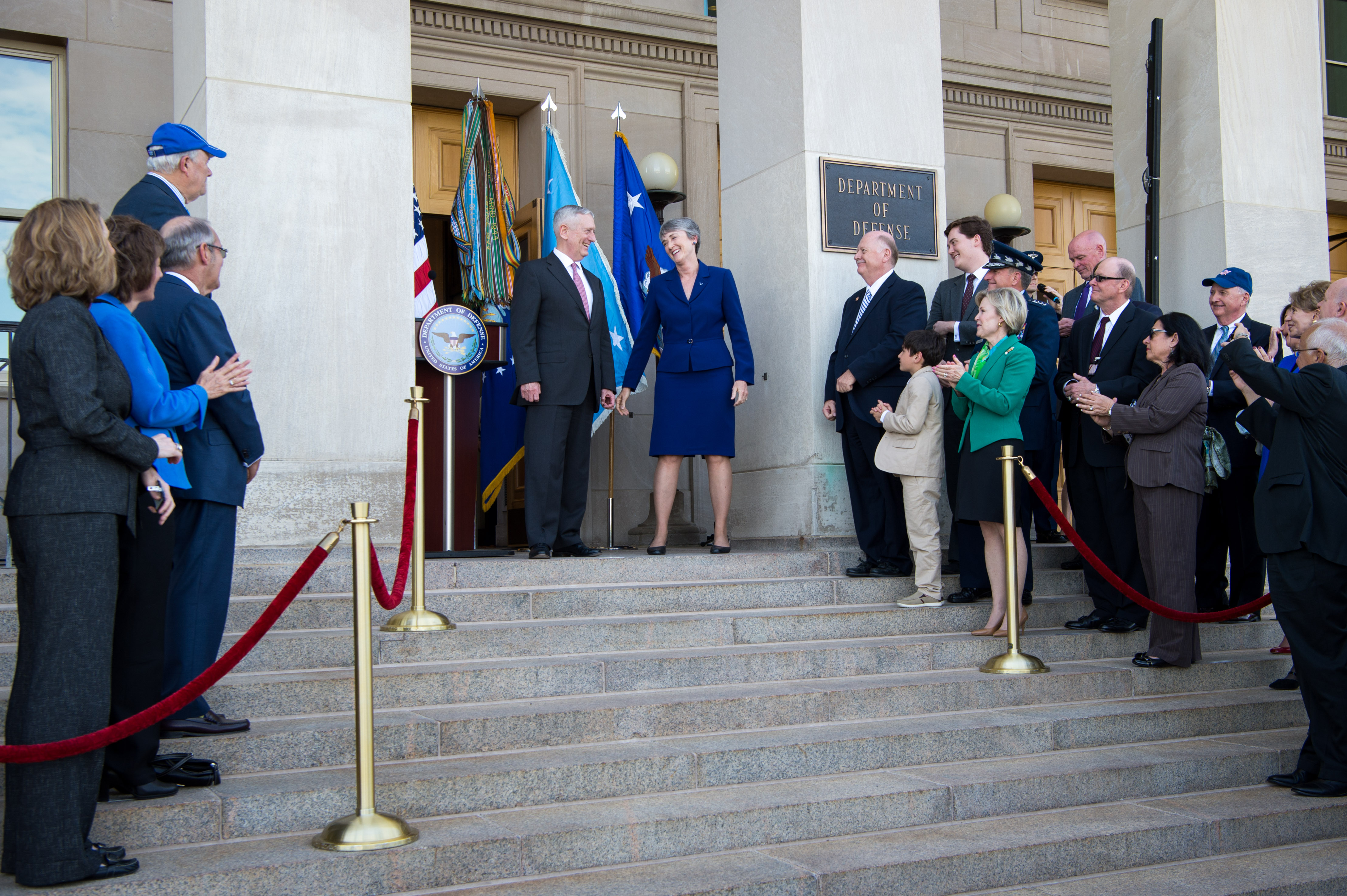
Wilson svärs in och välkomnas av utanför Pentagon av USA:s försvarsminister James Mattis, 16 maj 2017.
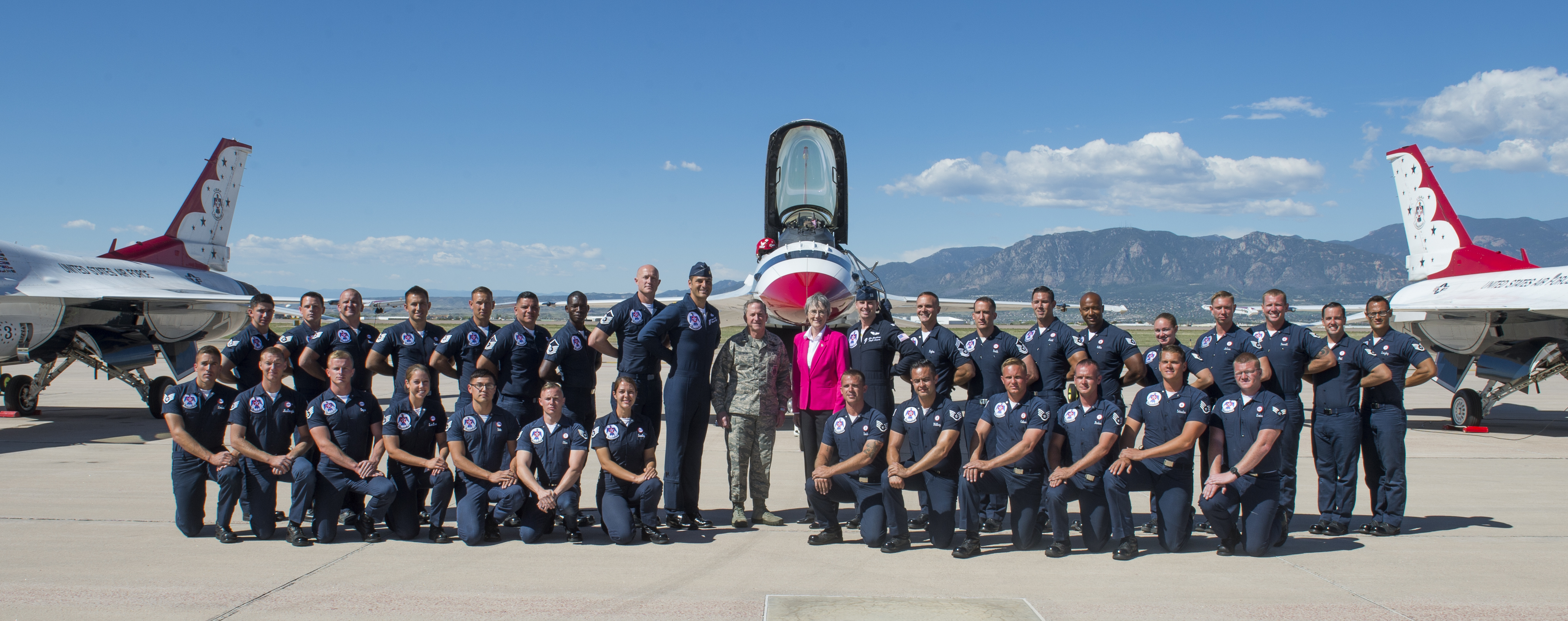
Gruppfoto med Wilson, flygvapenstabschefen general David Goldfein och United States Air Force Thunderbirds på Peterson Air Force Base i Colorado Springs, 25 maj 2017.
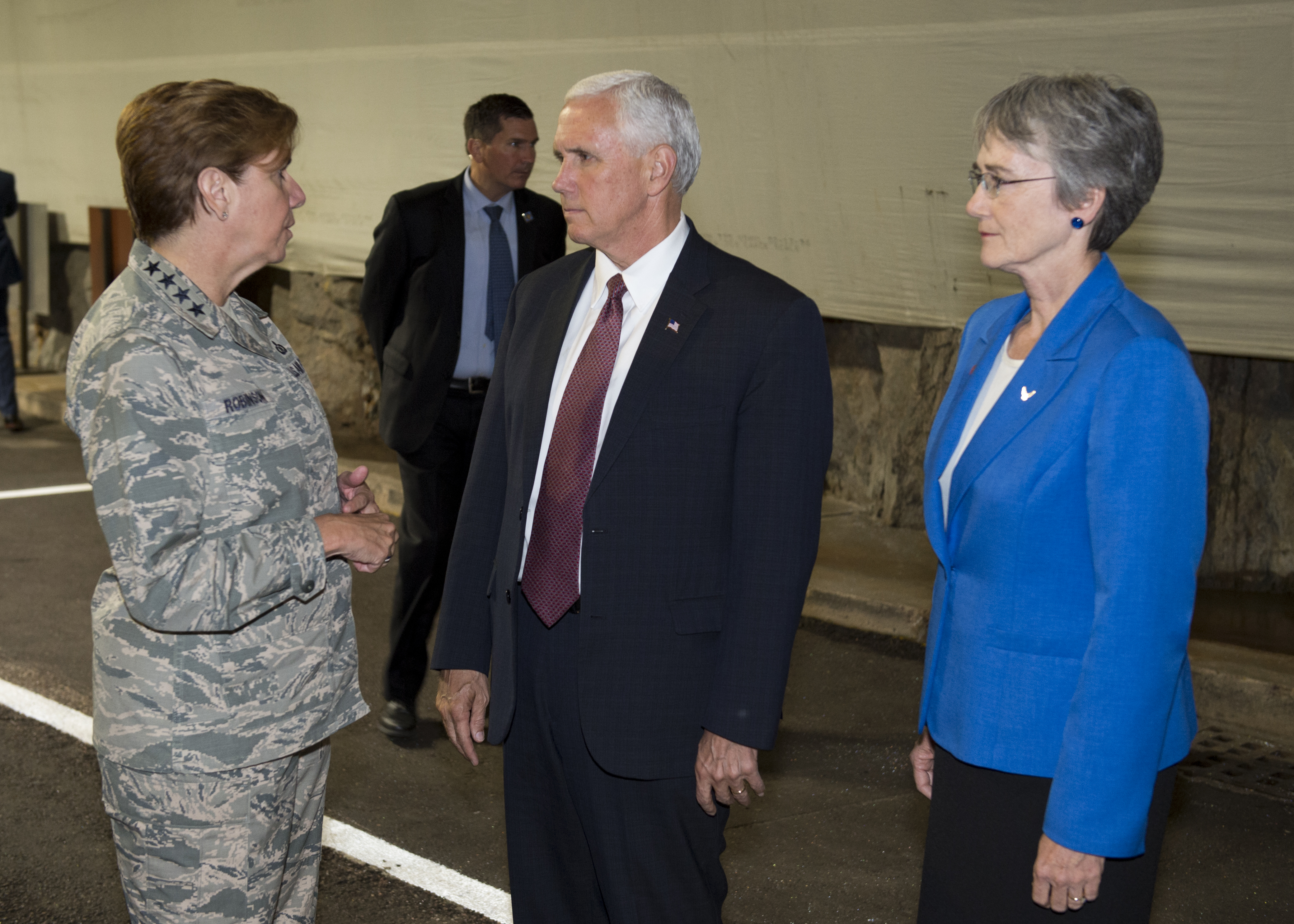
Wilson besöker Cheyenne Mountain Complex tillsammans med USA:s vicepresident Mike Pence och guidas av general Lori Robinson (befälhavare för NORAD och U.S. Northern Command), 23 juni 2017.